# NGC 1008
NGC 1008 је елиптична галаксија у сазвежђу Кит која се налази на NGC листи објеката дубоког неба.
Деклинација објекта је + 2° 4' 49" а ректасцензија 2h 37m 55,2s. Привидна величина (магнитуда) објекта NGC 1008 износи 13,9 а фотографска магнитуда 14,9. NGC 1008 је још познат и под ознакама UGC 2114, MCG 0-7-60, CGCG 388-70, NPM1G +01.0101, PGC 9970.